# زیرک‌آباد (بردسکن)
زیرک‌آباد نام روستایی از توابع بخش شهرآباد شهرستان بردسکن در استان خراسان رضوی است. این روستا در دهستان شهرآباد قرار دارد و براساس سرشماری مرکز آمار ایران در سال ۱۳۸۵، جمعیت آن ۱٬۰۲۶ نفر (۲۸۱ خانوار) بوده است.